# Pandanus sibuyanensis
Pandanus sibuyanensis är en enhjärtbladig växtart som beskrevs av Ugolino Martelli. Pandanus sibuyanensis ingår i släktet Pandanus och familjen Pandanaceae. Inga underarter finns listade.